# Stockton (Californien)
 For alternative betydninger, se Stockton (flertydig). (Se også artikler, som begynder med Stockton)
Stockton er en by i den centrale del af staten Californien i USA. Stockton har 320.804(2020) indbyggere, og er dermed den 13. største by i staten Californien.